# Manerbe
Manerbe é uma comuna francesa na região administrativa da Normandia, no departamento Calvados. Estende-se por uma área de 18,44 km². Em 2010 a comuna tinha 568 habitantes (densidade: 30,8 hab./km²).